# Torsten Mattern
Torsten Mattern (* 30. August 1966 in Minden) ist ein deutscher Klassischer Archäologe.

## Leben
Mattern studierte ab 1988 Klassische Archäologie, Alte Geschichte und Mittlere Geschichte an der Universität Münster und wurde dort 1997 bei Hans Wiegartz mit einer Arbeit über stadtrömische Bauelemente promoviert. Von 1998 bis 2009 war er an der Universität Marburg tätig, zunächst als wissenschaftlicher Assistent, 2004 erfolgte dort die Habilitation mit einer Arbeit zur hellenistischen Sakralarchitektur. 2004 wurde er Hochschuldozent (C2), 2007 Akademischer Rat auf Lebenszeit, 2009 zum außerplanmäßigen Professor ernannt. Seit dem Wintersemester 2009/2010 hat er eine Professur (Nachfolge Günter Grimm) an der Universität Trier inne. Seit Ende 2015 ist er korrespondierendes Mitglied des Deutschen Archäologischen Instituts.
Matterns Forschungsschwerpunkte sind antike Architekturgeschichte, Bauforschung und archäologische Landeskunde. Er leitete ab 2000 Ausgrabungen in Kleonai auf dem Peloponnes; außerdem war er an Ausgrabungen auf dem Kerameikos in Athen und in Theisoa auf dem Peloponnes beteiligt. Ferner forscht er in verschiedenen griechischen Siedlungen in der Region von Korinth.
Mattern wurde im Januar 2022 für vier Jahre zum Vizepräsidenten der Universität Trier gewählt und ist seit April 2022 für die Aufgabenbereiche Forschung und Infrastruktur zuständig.

## Veröffentlichungen (Auswahl)
- Gesims und Ornament. Zur stadtrömischen Architektur von der Republik bis Septimius Severus. Scriptorium, Münster 2001, ISBN 3-932610-11-3 (Dissertation).
- als Herausgeber mit Claus Dobiat: Wunsch und Wirklichkeit. Alternative Chancen für Archäologen (Münster 2001).
- als Herausgeber mit Andreas Vött: Mensch und Umwelt im Spiegel der Zeit. Aspekte geoarchäologischer Forschungen im östlichen Mittelmeer (= Philippika 1). Harrassowitz, Wiesbaden 2009
- als Herausgeber mit Hans Lohmann: Attika – Archäologie einer zentralen Kulturlandschaft. Internationales Symposium 18.-19.5.2007 Marburg (= Philippika 37). Harrassowitz, Wiesbaden 2010
- als Herausgeber mit Stephan Berke: Römische Gräber augusteischer und tiberischer Zeit im Westen des Imperiums. Akten der Tagung vom 11. bis 14. November 2010 in Trier (= Philippika 63). Harrassowitz, Wiesbaden 2013, ISBN 978-3-447-06994-6.
- Das Herakles-Heiligtum von Kleonai. Architektur und Kult im Kontext (= Kleonai Band 1). Reichert, Wiesbaden 2015, ISBN 978-3-95490-052-7.
- als Herausgeber mit Rosemarie Cordie, A. Kronenberg und S. Schmitz: Vergangenheit neu sehen! Archäologie in Bildern. Luxemburg und Rheinland-Pfalz. Trier 2020.
- mit Yvonne Goester: Thisoa am Lykaion. Ergebnisse der Forschungen. Reichert, Wiesbaden 2023, ISBN 978-3-95490-538-6.